# Sveti Stefan II
Die Sveti Stefan II war eine Fähre der in Monaco ansässigen Reederei Montenegro Lines, die 1973 als Prinz Hamlet in Dienst gestellt wurde. Das Schiff blieb bis Mai 2017 in Fahrt und wurde anschließend im türkischen Aliağa verschrottet.

## Geschichte

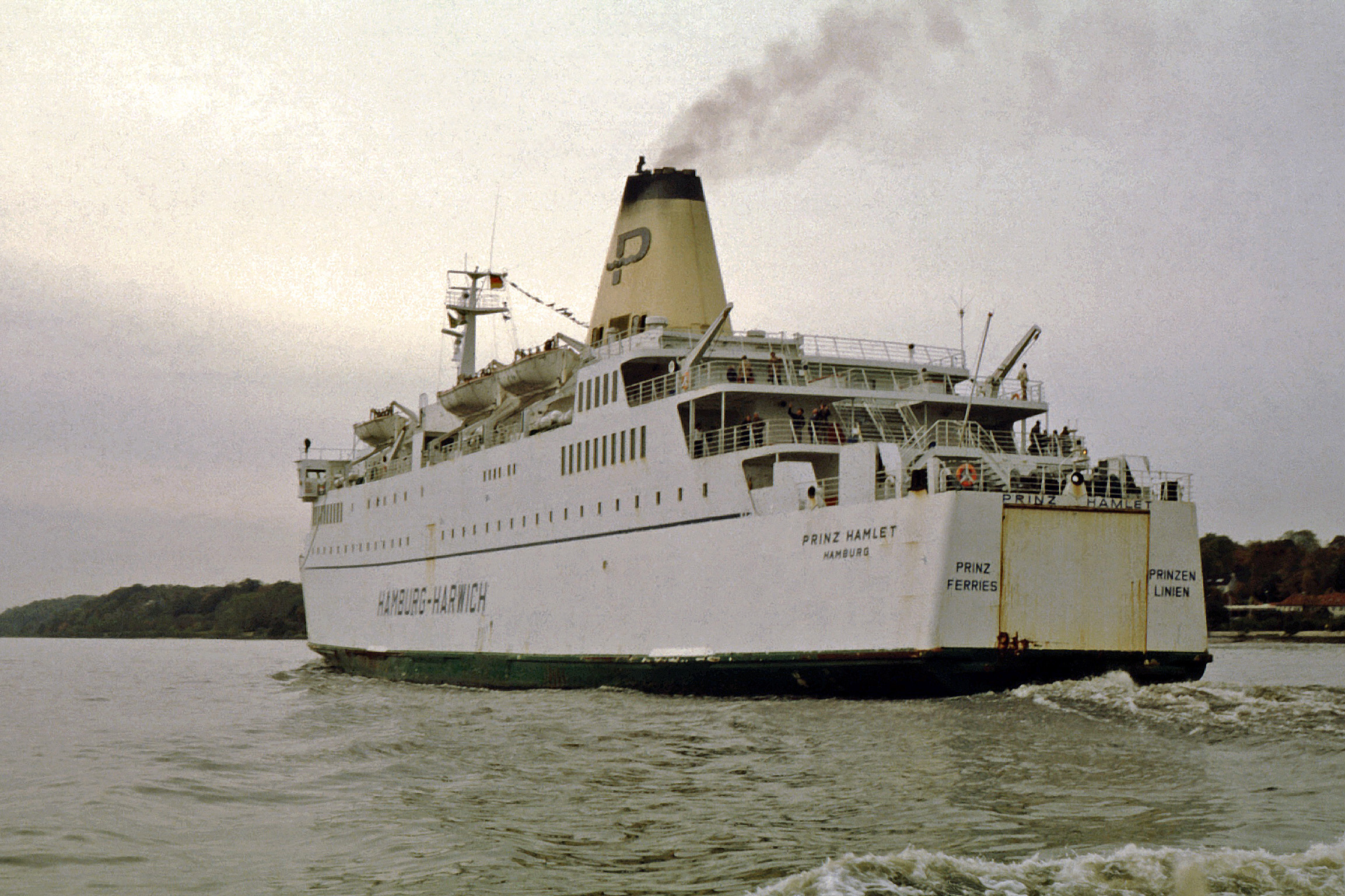
Prinz Hamlet 1974 in Hamburg

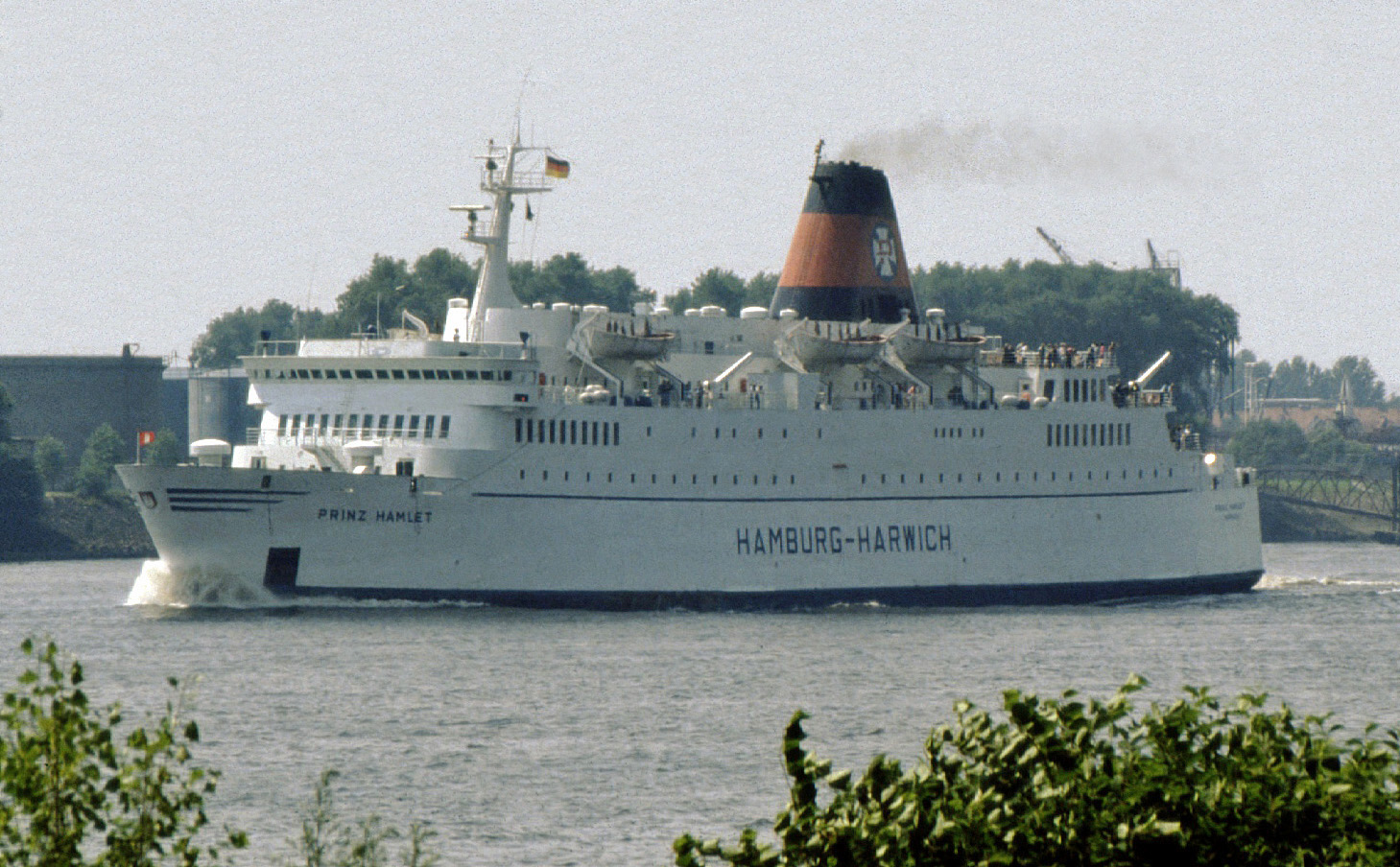
Prinz Hamlet 1985 in veränderten Farben

Die Prinz Hamlet wurde am 15. November 1972 unter der Baunummer 679 bei Nobiskrug in Rendsburg auf Kiel gelegt und lief am 26. Mai 1973 vom Stapel. Nach der Übernahme durch die Prinzenlinie am 8. November 1973 nahm das Schiff am 12. November den Fährdienst von Hamburg nach Harwich auf. Es war bereits das dritte Schiff dieses Namens auf dieser Linie. Die erste Prinz Hamlet war ab 1969 auf dieser Strecke und zuvor schon zwischen Bremerhaven und Harwich im Einsatz gewesen und befuhr danach unter dem Namen Roussillon das Mittelmeer, die zweite Prinz Hamlet II wurde nach der Anschaffung der dritten verkauft und in Agadir umbenannt.
Nach vierzehn Dienstjahren auf der Strecke Hamburg-Harwich ging die Prinz Hamlet im Mai 1987 unter dem abgeänderten Namen Prins Hamlet an die dänische DFDS über und war fortan zwischen Esbjerg und Newcastle upon Tyne im Einsatz. Nach gut einem Jahr wechselte das Schiff im Oktober 1988 als Stena Baltica an die Stena Line, wurde jedoch nur einen Monat darauf unter dem Namen Nieborow an Polferries verkauft.
Die nächsten vierzehn Jahre blieb die Nieborow zumeist auf der Strecke von Ystad nach Świnoujście in Fahrt, ehe sie im November 2002 als Sveti Stefan II an die in Monaco ansässige Montenegro Lines verkauft wurde. Im Januar 2003 nahm das Schiff den Fährdienst zwischen Bar und Bari auf. In den Sommermonaten lief es zudem Ancona an.
Im Mai 2017 wurde die Sveti Stefan II nach insgesamt fast 44 Dienstjahren ausgemustert und zum Verschrotten ins türkische Aliağa verkauft, wo sie am 17. Mai 2017 eintraf.